# Forte Urbano
Il Forte Urbano è una fortificazione sita nella parte ovest  del comune di Castelfranco Emilia.

## Storia

### Abitato etrusco-celtico di Forte Urbano
Sul sito del Forte Urbano fra il V e la prima metà del IV sec. a.C. si trovava un insediamento etrusco-celtico, i cui reperti sono conservati al Museo civico archeologico Anton Celeste Simonini.

### Seicento: la costruzione del forte
La costruzione del forte fu commissionata da papa Urbano VIII nel 1626 fino 1634, che ne affida il progetto all'ingegnere Giulio Buratti di Senigallia, con lo scopo di difendere i confini dello Stato Pontificio.
I lavori hanno inizio nell'agosto del 1628; nel 1630 inizia l'abbattimento delle mura di cinta di Castel Franco, oramai inadatte alle esigenze difensive dell'epoca, per recuperarne il materiale di costruzione a favore del forte. Nel 1634 la costruzione è quasi conclusa: il forte si presenta a forma di stella, con mura interne circondate da un largo fossato e quattro baluardi muniti di torretta. La larghezza massima esterna è di 900 metri. L'accesso è consentito da una grande porta con tre ponti levatoi.

### Settecento: l'assedio tedesco e la presenza francese
Dal novembre 1708 al 15 marzo 1709 le truppe tedesche, impegnate nella Guerra di successione spagnola, cingono d'assedio il forte. Durante questo periodo sono vari, ma vani, i tentativi di liberazione, in particolare ad opera degli Albergati.
Nella primavera del 1796 le truppe di Napoleone vi si insediano accolte come portatrici di libertà; è in questa occasione che avviene il tentativo di requisizione del quadro della Beata Vergine Maria Assunta in cielo, custodita nella Chiesa di Santa Maria Assunta.

### Ottocento: Il Regno d'Italia e il declino della funzione militare
Nella primavera 1805, dopo la caduta dei confini causata dall'annessione al Regno d'Italia, il Forte Urbano perde la sua importanza strategica; viene così posto in disarmo: vengono demoliti i bastioni e parte delle fortificazioni esterne sul lato sud per ripristinare il tratto rettilineo della via Emilia e viene adibito a casa di pena.
Come annotato dagli storici Giovanni Santunione e Arturo Fabbri, nel 1831 viene trasformato in lazzaretto in seguito all'epidemia di colera che colpì gran parte d'Europa, poi di nuovo in carcere.
Durante i lavori per la costruzione della linea ferroviaria Milano-Bologna, circa nel 1855 vengono demolite anche le fortificazioni esterne del lato nord.

### Novecento ad oggi: il carcere del Forte Urbano
Dal 2005 tale carcere è stato adibito, in via sperimentale, ad accogliere detenuti affetti da tossicodipendenza. Tale iniziativa è stata promossa anche grazie alla collaborazione della Comunità di San Patrignano.

## Architettura
Un modello della pianta bastionata del Forte Urbano è conservato nel Museo di Palazzo Poggi.